# MIL-DTL-5015
MIL-DTL-5015는 미국 군사규격으로, 납땜 또는 압착 접점부가 있는 고강도 원형 전기 커넥터를 다룬다. 이 커넥터는 디지털 신호와 아날로그 신호뿐만 아니라 전력 분배에도 사용되며, 국방, 항공우주, 산업 기계 등 다양한 분야에서 흔히 볼 수 있다. 이 커넥터는 특히 다용도성이 뛰어나고 신뢰할 수 있으며, 널리 보급되어 있어 비교적 저렴하다.
많은 제조업체들이 MIL-DTL-5015 및 MIL-C-5015를 기반으로 커넥터를 만들었는데, 예를 들어 Radiall-Van System이 있다. 이 커넥터들은 최종 사용자를 위한 기성품뿐만 아니라 철도 및 군사용 "군사용 기성품(mil-COTS)" 제품으로도 제공된다.

## 역사
1930년대 초, 캐논(ITT 코퍼레이션)은 더글러스 에어크래프트와 계약하여 DC-1 및 이후의 DC-2와 DC-3 항공기 플랫폼에 사용될 전기 원형 커넥터를 개발했다. 이로 인해 1939년 오리지널 AN9534 표준이 발표되었고, 이는 MIL-C-5015(이후 MIL-DTL-5015)의 전신이 되었다. 1930년대 후반, 캐논의 Type AN(육군-해군) 시리즈는 현대 원형 커넥터의 표준을 정립했으며, 마침내 1949년에 MIL-C-5015가 명시되었다. 이는 1958년, 1971년, 1976년에 개정되었다. 1994년 3월에 발표된 최종 개정판은 MIL-C-5015G였다.
2000년 5월, MIL-C-5015G는 발표 6년 후 MIL-DTL-5015H로 대체되었다.
2009년 12월, MIL-DTL-5015는 미국 국방부가 표준화 기구에서 지원하는 산업 기술 표준을 선호하여 군사 규격의 수를 줄이려는 목표에 따라 SAE-AS50151로 대체되었다. 오리지널 군사 규격은 더 이상 공식적으로 사용되지 않지만, 이 커넥터군은 제조업체와 사용자들에 의해 계속해서 MIL-DTL-5015 또는 MIL-C-5015로 불린다.

## 응용 분야

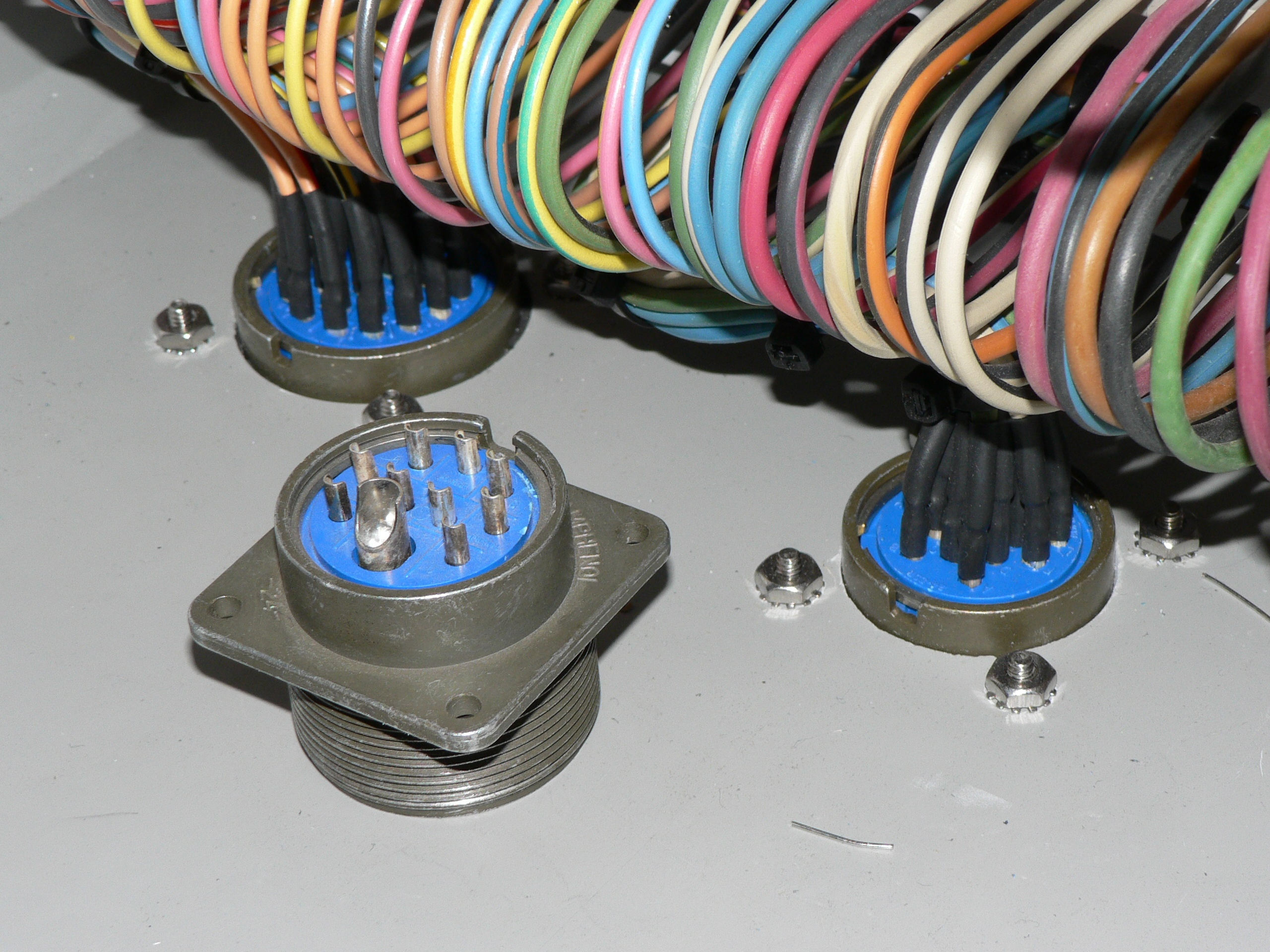
설치 및 미설치된 MIL-DTL-5015 커넥터의 후면 납땜 접점

MIL-DTL-5015 커넥터는 기계적 및 전기적 신뢰성이 중요한 많은 상황에서 사용된다. 여기에는 민간 응용 분야(항공우주, 석유 및 가스, 해수, 석유화학, 광업, 토목, 통신, 발전기, 공작 기계, 철도)와 군사 응용 분야(통신, 항공기, 지상 차량)가 포함된다.

## 물리적 사양
MIL-DTL-5015 커넥터의 주요 장점은 다음과 같다.
- 쉬운 결합 및 분리
- 다양한 유형 및 개수의 접점 호환성, 하나의 커넥터에서 전원 및 신호선 동시 사용 가능
- 허용 접점 전압 및 전류 범위가 넓음 (시리즈 I의 경우 최대 225 A)
- 가혹한 환경 조건에서도 견고한 기계적 성능
- 다양한 재료 및 마감 (스테인리스 스틸, 알루미늄, 아연)
- 커넥터 등급에 따라 –55 °C에서 200 °C까지 넓은 온도 범위[11]
- 진동 및 기계적 충격에 대한 저항성 (이탈 방지 스프링)
- 비교적 저렴한 가격
- 의도치 않은 분해 방지를 위한 연동 및 캡티브 너트
- 여러 셸 스타일 (직선형, 직각형, 벽면 리셉터클, 박스 리셉터클, 케이블 플러그)

한 가지 중요한 단점은 직사각형 커넥터 하우징에 비해 어레이로 사용될 때 패널 표면적의 비효율적인 사용이다. 또한 미세한 나사산은 기계적 손상에 취약하며 조이는 데 시간이 많이 걸릴 수 있다.
MIL-DTL-5015 커넥터의 또 다른 단점은 MIL-DTL-38999와 같은 일부 후기 커넥터 사양과 달리 키 홈이 하나뿐이라는 점이다. 이는 여러 플러그 및 리셉터클 세트가 있는 영역에서 동일 셸 크기의 커넥터가 잘못 결합되는 것을 방지하기 위한 커넥터의 극성 지정 능력을 제한한다. 제한된 극성 지정은 특정 인서트 구성에서 가능하며, 이는 핀이 반대편 커넥터 면에 바닥을 찍어 결합을 방지하는 방식이다. 여러 키 홈이 있는 커넥터는 셸이 잘못 결합된 커넥터의 핀 결합을 완전히 방지하도록 극성을 지정할 수 있다.
약 160개의 승인된 인서트 배열을 포함하는 19가지 셸 크기(크기 08부터 40까지 명시)가 있으며, 1개에서 85개까지의 접점을 통합한다. 원형 커넥터는 벽 장착형, 박스 장착형, 케이블 연결형 및 잼 너트 리셉터클뿐만 아니라 표준 또는 자동 잠금 플러그 중에서 선택할 수 있다.
MIL-C-5015는 시리즈라고 알려진 네 가지 개별 제품 범주를 지정한다. 처음 세 시리즈의 커넥터는 호환되지만, 개별 구성 요소는 다르다.
| 시리즈 | 범주                        | 표준 군용 PIN | 해당 SAE 표준   |
| ------ | --------------------------- | ------------- | --------------- |
| I      | 납땜 접점 커넥터            | MS3100        | SAE-AS31001B    |
| II     | 전면 분리, 압착 접점 커넥터 | MS3400        | SAE-AS39029/44D |
| III    | 후면 분리, 압착 접점 커넥터 | MS3450        | SAE-AS39029/29C |
| IV     | 커넥터 액세서리             | (다양)        | SAE-AS85049/31B |

또한 커넥터 등급을 참조하여 제품을 더 자세히 지정한다.
| 등급 | 압착 접점 | 납땜 접점 | 특징                        |
| ---- | --------- | --------- | --------------------------- |
| A    | 아니요    | 예        | 단일 셸                     |
| B    | 아니요    | 예        | 분할 셸                     |
| C    | 아니요    | 예        | 가압 장비용                 |
| D    | 예        | 예        | 고충격 조건용               |
| DJ   | 예        | 예        | 고충격 조건용; 백셸 포함    |
| E    | 아니요    | 예        | 환경 저항                   |
| F    | 아니요    | 예        | 환경 저항; 클램프 포함      |
| H    | 아니요    | 예        | 밀폐형                      |
| K    | 예        | 예        | 방화벽용                    |
| L    | 예        | 아니요    | 유체 저항                   |
| P    | 예        | 아니요    | 환경 저항; 포팅된 납땜 접점 |
| R    | 예        | 예        | 클램프 없는 그로밋 밀봉     |
| U    | 예        | 아니요    | 유체 저항                   |
| W    | 예        | 아니요    | 범용                        |

## 상업 제품
여러 제조업체들이 MIL-C-5015 및 MIL-DTL-5015에 따라 설계된 군사용 버전과 상호 결합되는 파생 원형 커넥터를 개발했다. 상업용 변형과 군사용 커넥터는 때때로 Type AN 커넥터, MS 커넥터 또는 암페놀 커넥터라고 불린다.
다른 접점 배열과 총검 결합 링을 가진 유사한 커넥터도 군사 사양에 따라 사용할 수 있다. MIL-DTL-5015 커넥터는 광범위하게 시장에서 이용 가능하며, 사양 및 도면이 일반적으로 제공된다.
1998년, AMP 코퍼레이션 브랜드 소유 제조 공장은 암페놀에 인수되어 암페놀 항공우주 그룹(Amphenol-Aerospace Group)에 등재되었다. 이 공장은 후방 접점 제거가 가능한 압착 접점형 업그레이드 MIL-C-5015 커넥터를 계속 생산한다.